# Liste der Naturdenkmale im Landkreis Lüchow-Dannenberg
Die Liste der Naturdenkmale im Landkreis Lüchow-Dannenberg enthält die Naturdenkmale im Landkreis Lüchow-Dannenberg in Niedersachsen.
Am 31. Dezember 2016 waren im Landkreis Lüchow-Dannenberg außerhalb der Zone C (besonders geschützter Bereich) des Biosphärenreservats Niedersächsische Elbtalaue 6 Naturdenkmale verzeichnet.

## Naturdenkmale
| Bild            | Bezeichnung         | Ort, Lage                                                | Beschreibung | Schutzzweck | Nummer       |
| --------------- | ------------------- | -------------------------------------------------------- | ------------ | ----------- | ------------ |
| Fotos hochladen | Göhrdeallee         | Göhrde (53° 8′ 22,7″ N, 10° 52′ 43,8″ O)                 | (Linden)     |             | ND DAN 00004 |
| Fotos hochladen | Linde               | Lüchow (Wendland) Jeetzel (52° 57′ 7,8″ N, 11° 8′ 14″ O) |              |             | ND DAN 00009 |
| Fotos hochladen | Gruppe von 3 Eichen | Schnega (52° 53′ 22,3″ N, 10° 53′ 41,2″ O)               |              |             | ND DAN 00010 |
| Fotos hochladen | Eiche               | Schnega Thune (52° 51′ 25″ N, 10° 54′ 47,5″ O)           |              |             | ND DAN 00012 |
| Fotos hochladen | Friedenseiche       | Bergen an der Dumme (52° 53′ 1,7″ N, 10° 58′ 49,6″ O)    |              |             | ND DAN 00013 |
| Fotos hochladen | Große Eiche         | Bergen an der Dumme (52° 53′ 22,9″ N, 10° 57′ 12,2″ O)   |              |             | ND DAN 00016 |